# Lythria depurpurata
Lythria depurpurata är en fjärilsart som beskrevs av Kitt 1917. Lythria depurpurata ingår i släktet Lythria och familjen mätare. Inga underarter finns listade i Catalogue of Life.